# قانون تابعیت آلبانی
قانون تابعیت آلبانی (انگلیسی: Albanian nationality law) بر اساس ترکیبی از اصل خون و اصل خاک است. به عبارت دیگر، هم محل تولد و هم تبار آلبانیایی برای تعیین اینکه یک فرد شهروند آلبانی محسوب می‌شود، مد نظر قرار می‌گیرد. این شرایط در «قانون شهروندی آلبانی» تدوین گردیده‌است. در برخی شرایط، به کودکانی که در آلبانی از والدینی با تبار غیر آلبانیایی به دنیا آمده‌اند، شهروندی اعطاء می‌گردد. این موضوع در مورد افرادی که به‌طور موقت یا کوتاه مدت در آلبانی ساکن هستند، صدق نمی‌کند. طبق توصیه سازمان ملل متحد و شورای اروپا، تمام تلاش به منظور جلوگیری از بی تابعیتی افراد انجام می‌گیرد.